# Feel Good Time
Feel Good Time è una canzone cantata dai rispettivamente statunitense e britannico Pink e William Orbit. Fa parte della colonna sonora del film del 2003 Charlie's Angels: più che mai ed in seguito è stata inserita nell'edizione internazionale del terzo album della cantante Try This. Feel Good Time un campionamento di Fresh-Garbage del gruppo Spirit. La canzone inizialmente era pensata, e anche registrata, da Beck.

## Tracce
1. Feel Good Time – 3:42
2. Feel Good Time (D-bop's Full Throttle mix) – 7:58 (bonus track)
3. Feel Good Time (Boris & Beck's Massive vocal) – 8:05
4. Feel Good Time (Boris & Beck's Feel Good dub) – 7:40

## Classifiche
| Classifica (2003)                        | Posizione più alta |
| ---------------------------------------- | ------------------ |
| Australia                                | 7                  |
| Austria                                  | 9                  |
| Danimarca                                | 14                 |
| Paesi Bassi                              | 13                 |
| Finlandia                                | 12                 |
| Francia                                  | 74                 |
| Germania                                 | 16                 |
| Italia                                   | 18                 |
| Norvegia                                 | 6                  |
| Spagna                                   | 20                 |
| Svizzera                                 | 12                 |
| Regno Unito                              | 3                  |
| U.S. Billboard Hot 100                   | 60                 |
| U.S. Billboard Hot Dance Music/Club Play | 8                  |
| U.S. Billboard Top 40 Mainstream         | 15                 |
| U.S. Billboard Top 40 Tracks             | 23                 |
| U.S. Billboard Adult Top 40              | 31                 |